# 2343 Siding Spring
A 2343 Siding Spring (ideiglenes jelöléssel 1979 MD4) a Naprendszer kisbolygóövében található aszteroida. Eleanor F. Helin és Schelte J. Bus fedezte fel 1979. június 25-én.